# Бест, Петрус
Петрус Вильгельмус Бест (нидерл. Petrus Wilhelmus Best) 19 января 1881, Амстердам, — 13 марта 1960, Гаага — голландский военачальник, в межвоенный период командующий Королевскими ВВС Нидерландов; перед Второй мировой войной — частями ПВО страны.

## Биография

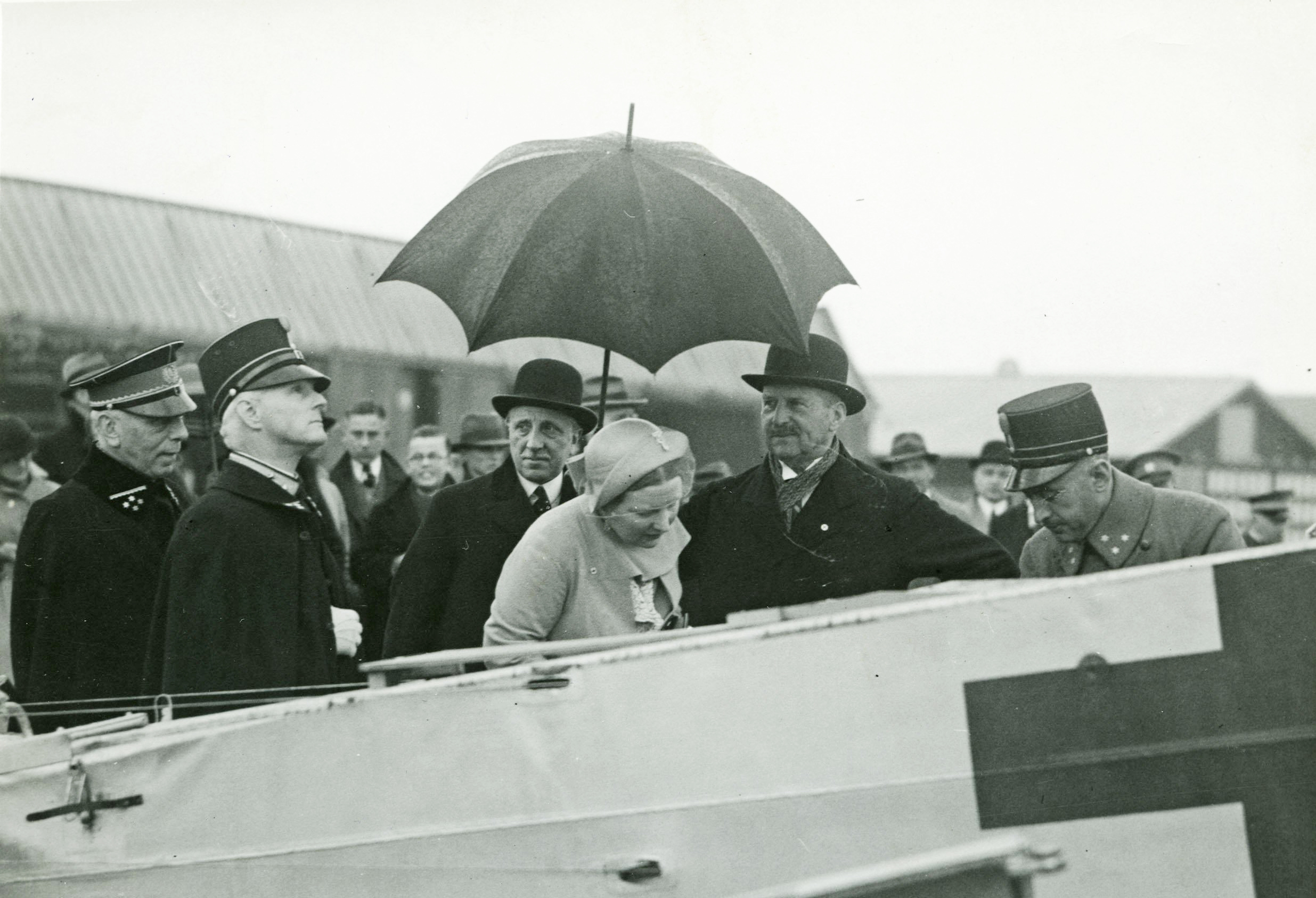
Петрус Бест (второй слева) с принцессой Юлианой на авиабазе Сустерберг, 1935 год

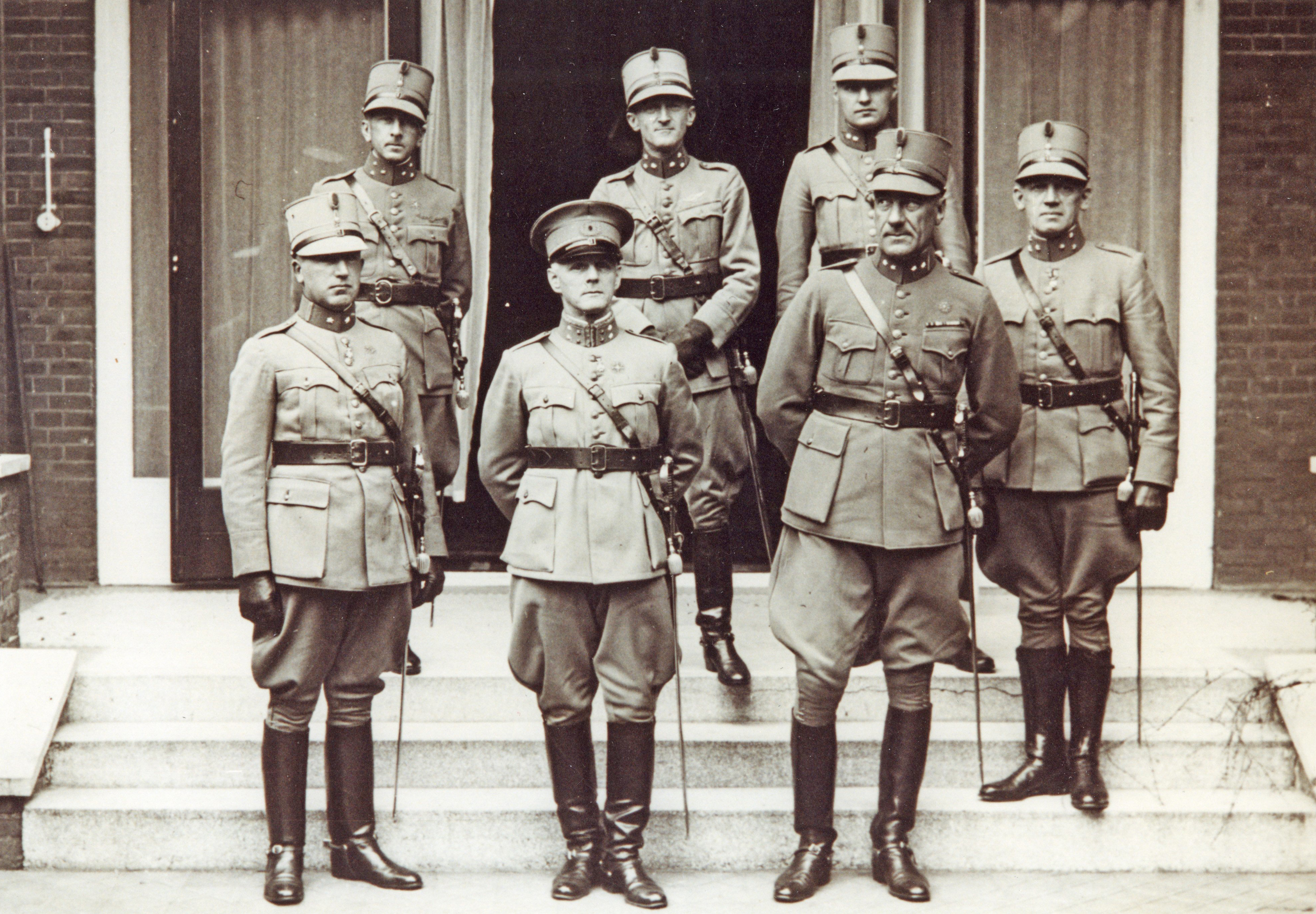
1938: новый командующий ПВО Петрус Бест с офицерами штаба.

Петрус Бест родился в семье амстердамского художника Абрахама Беста и Анны Марии Элизабет Принс, его старший брат был флейтистом.
После обучения в Королевской военной академии в 1902 году Бест был назначен во 2-й полк крепостной артиллерии фортов Амстердама в чине 2-го лейтенанта. В 1910 году он был откомандирован в Гаагскую высшую военную школу, а в 1918 году переведён в Генеральный штаб военного министерства.
В октябре 1930 года Бест получил звание подполковника, после чего в следующем месяце был назначен командующим в Департамент авиации Армии Нидерландов (предшественник Королевских ВВС). Отчасти под давлением Беста в 1935 году была создана Инспекция военной авиации. Он принял меры по рассредоточению военных самолётов, улучшил отбор и обучение курсантов, а также в определённой мере способствовал модернизации техники ВВС.
С 1937 года в чине генерал-майора Бест возглавлял IV дивизию (II корпус), а в ноябре 1938 года по инициативе министра обороны Йаннеса ван Дейка был назначен первым командующим недавно созданного Командования ПВО (министр в 1937 году присутствовал на лекции Беста о будущих войнах и был впечатлён его взглядом на эту тему). В октябре 1939 года Петрус Бест был произведен в генерал-лейтенанты, что стало вершиной его военной карьеры.

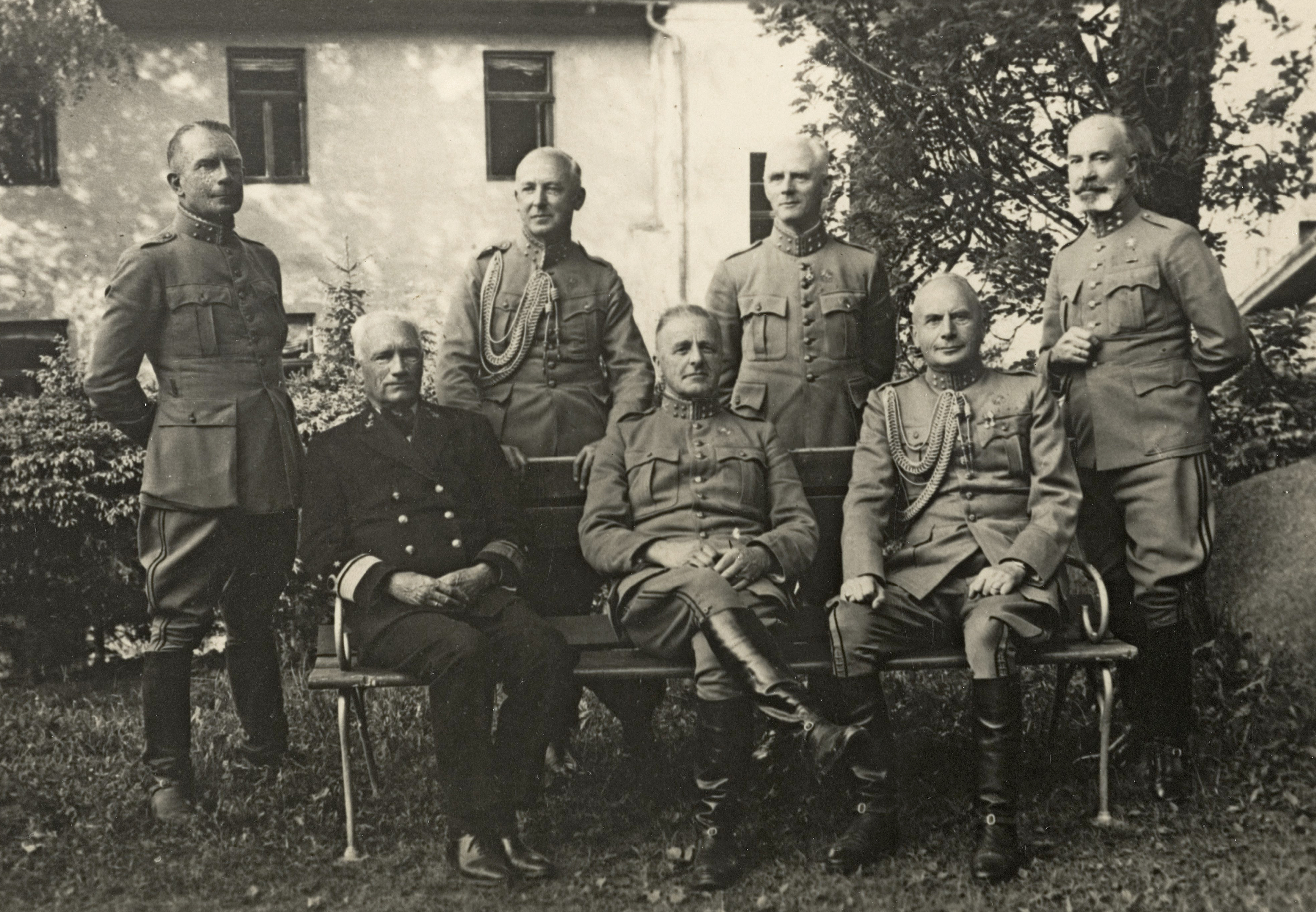
1941: военнопленный Петрус Бест (стоит, второй справа) в лагере Oflag VIII-E Johannisbrun. В центре спереди генерал Генри Винкельман.

Во время битвы за Гаагу 10 мая 1940 года, были успешно применены зенитные батареи, размещённые генералом Бестом в Гааге и его окрестностях. Всего над Нидерландами предположительно было сбито более 300 немецких самолётов. Другие предложенные и реализованные Бестом меры оборонительного характера также оказались успешными. Отчасти из-за них провалилась попытка немцев застать врасплох правительство и королеву.
Во время оккупации Нидерландов Бест в числе 69 других офицеров отказался подписать прошение об освобождении под честное слово, в котором он должен был дать обещание воздерживаться от любых действий против Германского рейха. Затем он был отправлен в лагерь для военнопленных Шталаг I-B недалеко от Хоэнштайна в тогдашней Восточной Пруссии, где были заключены несколько голландских генералов, в том числе главнокомандующий Генри Винкельман. Позже группа старших офицеров была переведена в Офлаг VIII-E Йоханнисбрун близ Троппау на территории Судетской области. Осенью 1941 года здоровье Беста ухудшилось до такой степени, что, по словам врачей он, вероятно, не пережил бы зиму. Тогда Бест всё же подписал прошение об освобождении, после чего в октябре того же года ему разрешили вернуться домой.
После освобождения Бест входил в состав Комитета по ответственности военнопленных. В 1945 году он был военным представителем в заседавшем в бальном зале дворца Кнеутердейк Особого суда, который вынес смертный приговор коллаборационисту Максу Блокзейлу и лидеру NSB Антону Мюссерту. В 1948 году Бест был судьёй в Особом кассационном совете, где рассматривалась апелляция одного из руководителей нацистского оккупационного режима в Нидерландах Ганса Альбина Раутера (смертный приговор утверждён 12 января 1949 года). В феврале 1951 года Бест был с почестями уволен с должности военного советника Особого кассационного совета.

## Прочие посты и должности
Петрус Бест был председателем консультативного совета Нидерландского авиационного института в Утрехте. От Министерства обороны он был назначен в 1938 году членом правления Национальной авиационной лаборатории в Амстердаме. В 1939 году Бест был назначен членом Авиационной комиссии, которая ввиду роста международного воздушного движения занималась созданием центрального аэропорта, в котором должны были быть сосредоточены эти воздушные перевозки. Комитет был создан Министром транспорта и водного хозяйства Йоханнесом ван Бюреном.

## Семья
В 1907 году Петрус Бест женился на Изабелле Софии Буле, у них были сын и дочь.

## Награды
- 1927: Орден Меча, рыцарь I класса (Швеция)[14].
- 1928: Орден Оранских-Нассау с мечами, офицер[15].
- 1938: Орден Нидерландского льва, офицер[16].
- 1946: Орден Оранских-Нассау с мечами, командор[17].

## Воинские звания
- 1902: 2-й лейтенант артиллерии
- 1906: 1-й лейтенант крепостной артиллерии
- 1916: капитан конной артиллерии
- 1927: майор
- 1930: подполковник
- 1937: генерал-майор
- 1939: генерал-лейтенант